# Palestinier
Se även Palestina
Palestinier (arabiska: الفلسطينيون, al-Filasṭīniyyūn, hebreiska: פָלַסְטִינִים Falastinim), även kallade det palestinska folket (arabiska: الشعب الفلسطيني, ash-Shab al-Filasṭīnī), är araber som lever eller levt i området Palestina. Muslimska styrkor erövrade Jerusalem år 638 från det Bysantinska riket vilket ledde till en gradvis islamisering av befolkningen i området Palestina. Omkring 97 % är muslimer, främst sunnimuslimer, men där finns även druser och samarier. Övriga är i huvudsak arabisktalande kristna palestinier. Palestinska judar (judar som levde i området innan inrättandet av Israel 1948) betraktades också som palestinier, men användning av begreppet om denna grupp har i stort sett fallit ur bruk.
Begreppet ett "palestinskt folk" användes på ett begränsat sätt fram till första världskriget. Vid fördrivningen under skapandet av staten Israel 1948, och än mer så efter kriget 1967, kom termen att betyda inte bara en ursprungsort, men också känslan av en gemensam historia och framtid i form av en palestinsk stat. Den moderna palestinska identiteten omfattar ett kulturellt arv allt ifrån biblisk tid fram till den ottomanska perioden. 
Trots olika krig, utvandring och etnisk rensning (till exempel "den stora katastrofen" 1948), är fortfarande ungefär hälften av det palestinska folket bosatt i den historiska regionen Palestina, det område som omfattar Västbanken, Gazaremsan och Israel. I hela regionen utgjorde palestininerna 49% av alla invånare år 2004. Det omfattar hela befolkningen i Gaza (1,8 miljoner) och majoriteten av befolkningen på Västbanken (cirka 3,4 miljoner jämfört med nära 500 000 judiska bosättare). Av befolkningen i Israel är 16,5% palestinska medborgare. Många är palestinska flyktingar eller internt fördrivna palestinier. Av de palestinier som bor i andra regioner, känd som den palestinska diasporan, är mer än hälften statslösa, det vill säga utan medborgarskap i något land (1997). 3 240 000 av diasporans befolkning bor i Jordanien (2012), över 1 miljon lever mellan Syrien och Libanon, en kvarts miljon i Saudiarabien, samt en halv miljon i Chile, vilket representerar den största koncentrationen utanför arabvärlden.

## Etymologi
Den grekiska toponymen Palaistínē (Παλαιστίνη), med vilket arabiskans Filastin (فلسطين) är besläktad, påträffas bland annat på 500-talet f.Kr. hos den grekiske historikern Herodotos, där det i allmänhet betecknar den kustnära mark från Fenicien ner till Egypten. Herodotos använder också uttrycket som en etnonym, som när han talar om "syrierna i Palestina" eller "palestina-syrianer", en etniskt amorf grupp som han skiljer från fenicierna. Herodotos gör ingen skillnad mellan judar och andra invånare i Palestina. I forntida egyptiska har uttrycket Peleset / Purusati förmodats hänvisa till sjöfolken. I biblisk hebreiska är ett besläktat ord Plištim, som brukar översättas till filistéerna.

## Kristna palestinier
Det här avsnittet är helt eller delvis baserat på material från  engelskspråkiga Wikipedia, Palestinian Christians, 20 mars 2016.
Kristna palestinier är kristna medborgare i staten Palestina och består av 38.000 (år 2015). I en bredare definition av kristna palestinier innefattar palestinska flyktingarna, diaspora och personer med helt eller delvis palestinska kristna anor och uppskattas av 500.000 människor över hela världen år 2000.
År 1922 utgjorde den kristna befolkningen i Palestina av 9,5% av den totala befolkningen i Palestina (10,8% av den arabiska befolkningen inklusive judisk befolkning), och 7,9% 1946.
Palestinska kristna tillhör en av ett antal kristna inriktningar, främst Ortodoxa kyrkor och orientalisk ortodoxi, men även katolicism, anglikanism, protestantismen och andra. I såväl den lokala dialekten av palestinsk arabiska som klassisk arabiska och modern standardarabiska kallas kristna för nasrani (arabiska för nasaré) eller masihi  (ett derivat av arabiska ordet Masih, som betyder "Messias").